# Meyer de Haan
Pour les articles homonymes, voir Haan.
Meyer de Haan, né Meijer Isaac de Haan le 14 avril 1852 à Amsterdam, et mort dans la même ville le 24 octobre 1895, est un peintre néerlandais.

## Biographie
Né dans une famille juive aisée de biscuitiers, Meyer de Haan part pour Paris en 1888, puis rejoint Paul Gauguin avec lequel il eut une très grande complicité dans le village du Pouldu à l'auberge de Marie Henry. Avec Gauguin, ils décorèrent les murs de l'auberge.
En échange de leçons, il payait la pension de Gauguin. Il adhéra très vite au style de Pont Aven marqué par le cloisonnisme et le synthétisme. Gauguin écrivit[réf. nécessaire] à Émile Bernard : « De Haan marche merveilleusement bien ici », et Vincent van Gogh écrit[réf. nécessaire] de son côté : « Les dessins de de Haan sont très beaux, je les aime beaucoup, et je suis très désireux de le connaître un jour. »

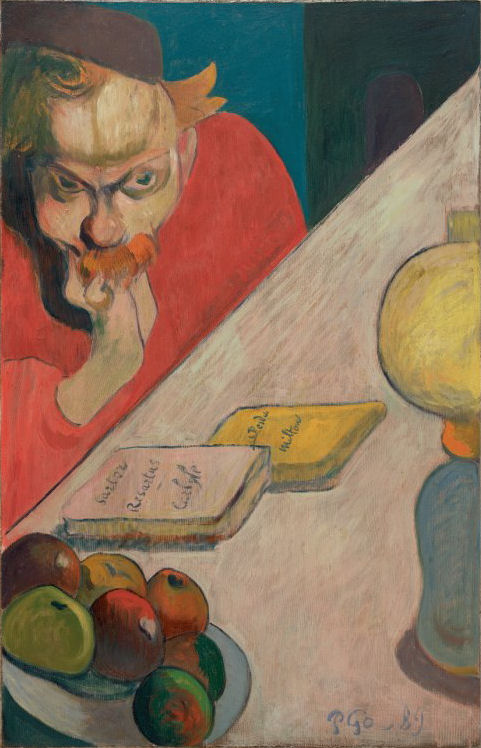
Paul Gauguin, Meyer de Haan (Sous la lampe) (1889), New York, Museum of Modern Art.

Amoureux de Marie Henry, il eut une fille avec elle. Quand il fit le projet d'accompagner Gauguin à Tahiti, sa famille lui coupa les vivres. Il quitta la Bretagne en 1890, confiant ses tableaux à Marie Henry qui donna naissance à leur fille Ida en juin 1891. Il peignit moins de cinquante œuvres, et la plupart font partie de la collection de Marie Henry (Fondation Triton).
Gauguin a sculpté en chêne polychrome son portrait vers 1889-1890 (Ottawa, musée des beaux-arts du Canada).
En octobre 2012, son Autoportrait sur un fond japonais, avec 6 autres tableaux, est volé lors d'une exposition au Kunsthal de Rotterdam. Œuvre de petits délinquants sans envergure arrêtés en 2013, les tableaux auraient été détruits pour faire disparaître les preuves.

## Collections publiques
- Clohars-Carnoët, Maison-Musée du Pouldu : reconstitution de l'auberge du XIXe siècle, où se sont retrouvés les peintres de l'École de Pont-Aven : Paul Sérusier, Paul Gauguin, Charles Filiger et Meijer de Haan (Meyer de Haan)[4]

## Expositions
Exposition Meijer de Haan, le maître caché au musée d'Orsay à Paris en 2010.

## Galerie

Œuvres de Meyer de Haan
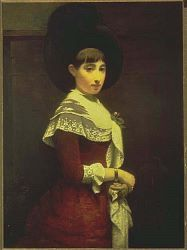
Portrait d'une jeune femme juive (1886), Musée historique juif, Amsterdam
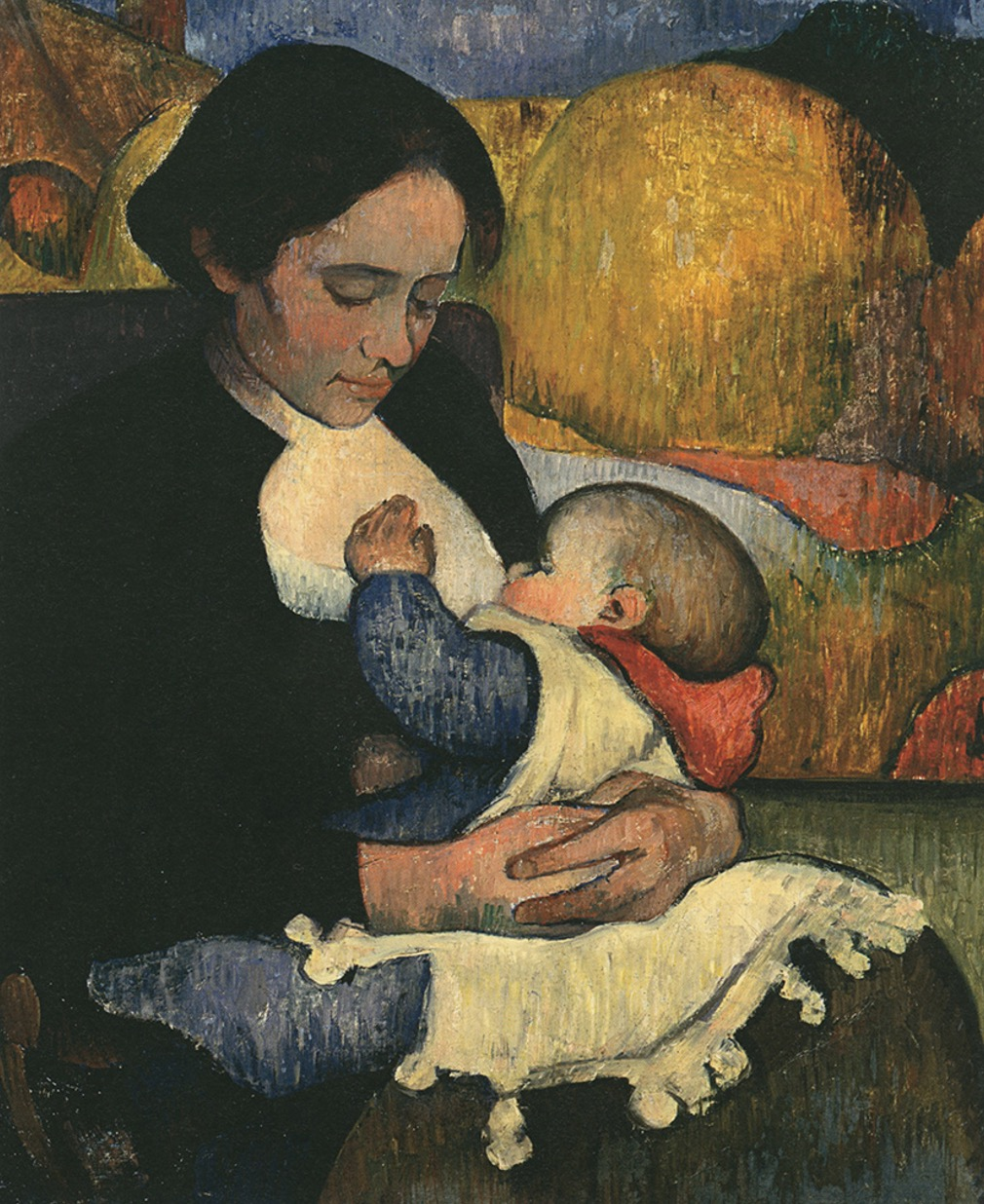
Maternité, Marie Henry allaitant son enfant (1889), collection particulière, Suisse.
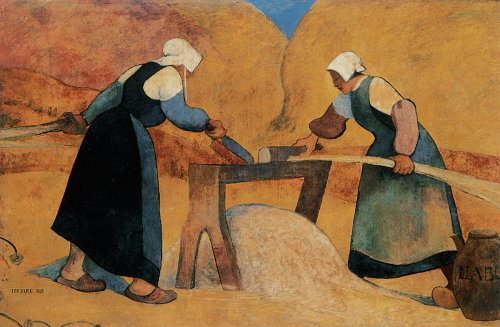
Les Teilleuses de lin (1889), collection particulière.
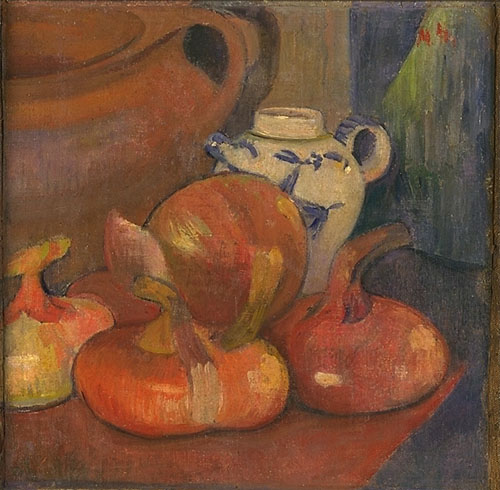
Pichet et Oignons (1890), Musée des beaux-arts de Quimper